# Bistum Ruy Barbosa
Das Bistum Ruy Barbosa (lat.: Dioecesis Ruibarbosensis) ist eine in Brasilien gelegene römisch-katholische Diözese mit Sitz in Ruy Barbosa im Bundesstaat Bahia. 

## Geschichte
Das Bistum Ruy Barbosa wurde am 14. November 1959 durch Papst Johannes XXIII. mit der Apostolischen Konstitution Mater Ecclesia aus Gebietsabtretungen der Bistümer Barra, Bonfim und Caetité sowie des Erzbistums São Salvador da Bahia errichtet. Es wurde dem Erzbistum São Salvador da Bahia als Suffraganbistum unterstellt. Am 28. April 1979 gab das Bistum Ruy Barbosa Teile seines Territoriums zur Gründung des Bistums Irecê ab. Das Bistum Ruy Barbosa wurde am 16. Januar 2002 dem Erzbistum Feira de Santana als Suffraganbistum unterstellt.

## Bischöfe von Ruy Barbosa
- Epaminondas José de Araújo, 1959–1966, dann Bischof von Anápolis
- José Adelino Dantas, 1967–1975
- Mathias William Schmidt OSB, 1976–1992
- André de Witte, 1994–2020
- Estevam Santos Silva Filho, seit 2020